# Windmühle Groß-Mimmelage

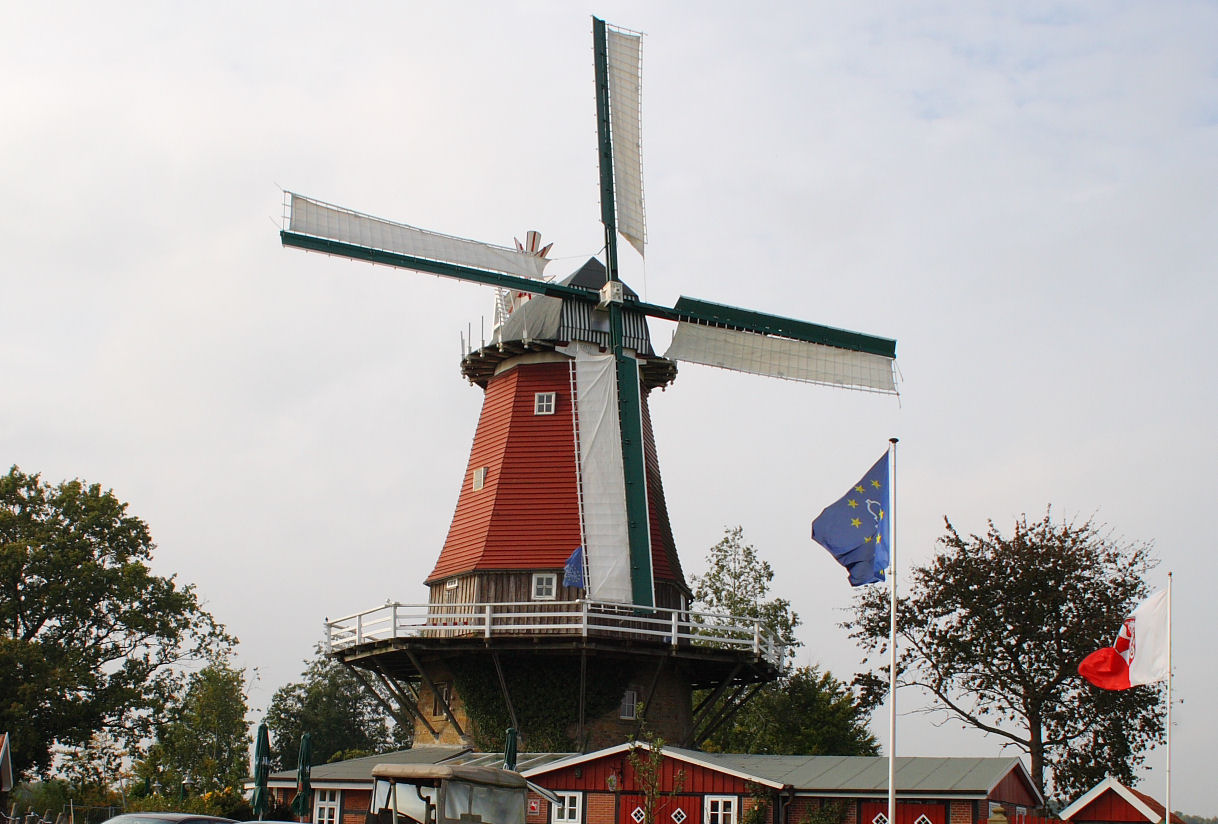
Die Windmühle in Groß Mimmelage

Die Windmühle in Groß Mimmelage in der Gemeinde Badbergen – seit 2006 Everdings Mühle genannt – ist eine Turm- oder Achtkantwindmühle, auch Galerieholländer genannt, die aus dem späten 18. Jahrhundert stammt.

## Typ
Bei Holländerwindmühlen dreht sich nicht der gesamte Mühlenkörper, wie dies bei der Bockwindmühle der Fall ist, sondern lediglich die Haube. Früher musste diese von der Galerie aus mit der Hand in die Windrichtung gedreht werden, heute übernimmt die Windrose mit ihren acht Windbrettern diese Aufgabe. Sie ist rechtwinklig zur Flügelstellung angebracht und fängt die Schwankungen in der Windrichtung auf.

## Geschichte
Die Mühle wurde 1785 auf Gut Aselage im Emsland als Erdholländer erbaut. Um 1800 wurde sie nach Hahlen bei Menslage versetzt, wo sie als Burmöhlen (Bauernmühle) nachweisbar ist. 1877 wurde sie an eine bäuerliche Genossenschaft in Groß Mimmelage verkauft. Der Unterbau aus Sandstein wurde neu erbaut, während die anderen Teile, besonders das hölzerne Triebwerk, übernommen wurden.
1953 wurde das letzte Korn in der Mühle gemahlen, die danach jahrzehntelang dem Verfall preisgegeben war. Am 13. November 1972 wurde die Windmühle durch den Orkan Quimburga weitgehend zerstört. Kappe und Flügel stürzten ab und beschädigten den Mühlenkörper. Da es sich seinerzeit um die einzige noch betriebsfähige Windmühle im Landkreis Osnabrück handelte, wurde der Wiederaufbau durch den Kreisheimatverein Bersenbrück betrieben.
1991 war die Restaurierung des Mühlengebäudes abgeschlossen, 2003 übernahmen die derzeitigen Besitzer das Anwesen, das neben der Mühle ein historisches Sägewerk beherbergt. 2005 wurde das Mühlencafé Oma Plüsch eröffnet. 2006 erhielt die Mühle neue Flügel und eine neue Windrose. Die Mühlentechnik wurde überholt und der Sackaufzug erneuert. Seitdem der neue Besitzer eine Ausbildung zum Müller für historische Windmühlen absolvierte, trägt die Mühle nach altem Müllerbrauch seinen Namen und heißt Everdings Mühle. 2007 beendete auch sein Sohn Sebastian Everding die Ausbildung zum historischen Müller bei der Mühlenvereinigung Niedersachsen.

## Heutige Nutzung

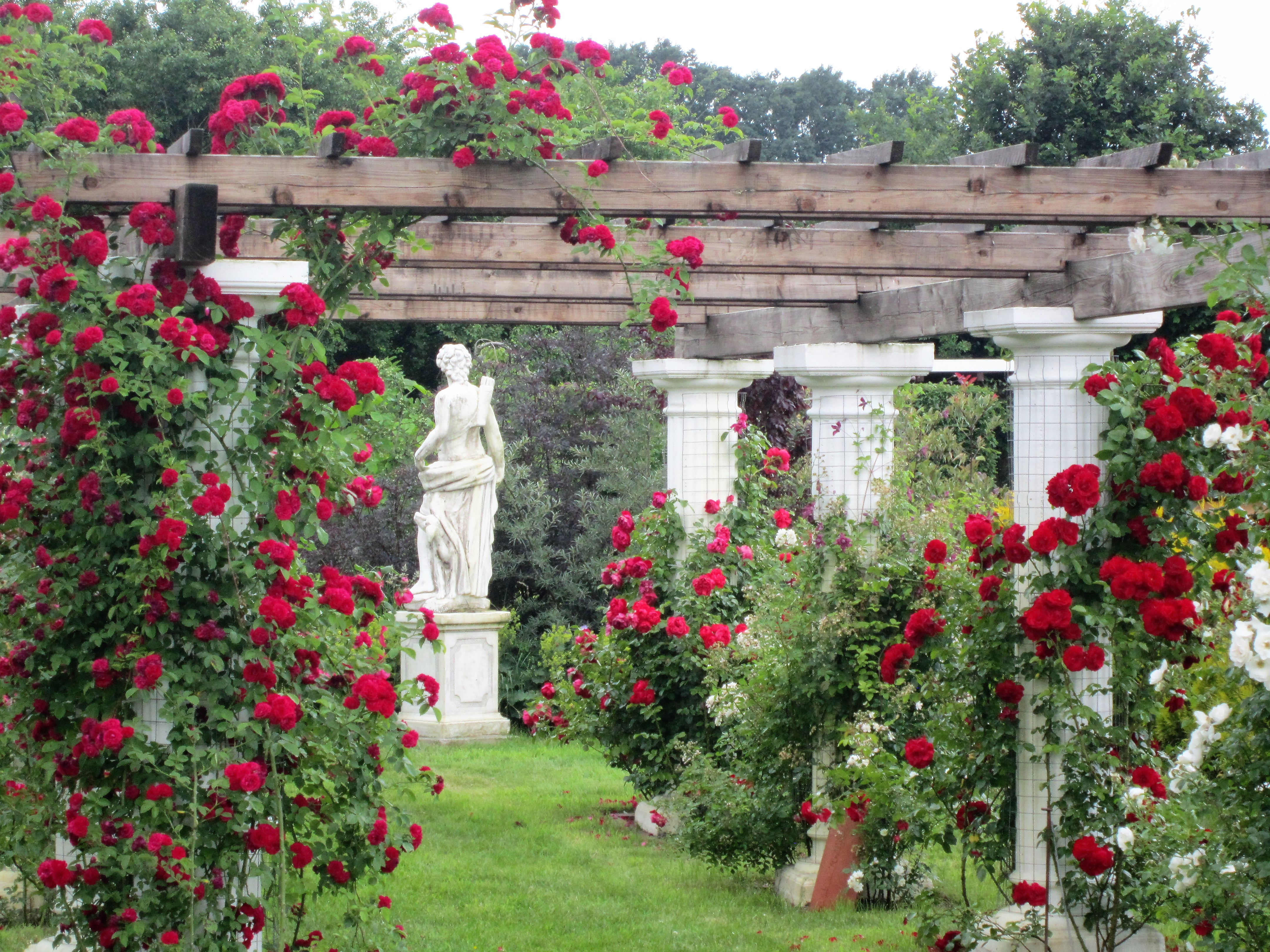
Blick ins Rosarium

Neben dem Mühlencafé und einem kleinen Verkaufsstand, an dem das original Mühlenbrot und andere Artländer Erzeugnisse sowie verschiedene Reiseführer und Informationen erworben werden können, sind in dem Anwesen ein historisches Sägewerk und ein Mühlenkino im Stil der 60er Jahre untergebracht. Seit 2007 werden in der sogenannten Müllerstube im hinteren Teil der Mühle standesamtliche Trauungen durchgeführt. Seit 2014 gehört zum Mühlengelände ein Rosarium, der „Garten aller Sinne“. An mehreren Tagen im Jahr ist der direkt hinter der Mühle gelegene Garten der Öffentlichkeit zugänglich.

## Auszeichnungen
Im September 2007 wurde die Mühle bei einem Preisausschreiben des Kreisheimatbundes Bersenbrück e.V. zur schönsten Sehenswürdigkeit der Samtgemeinde Artland gewählt.
Im März 2009 wurde die Mühle von der Zeitschrift ETM-Testmagazin in einem Artikel über „Heiraten an außergewöhnlichen Orten“ besprochen.

## Aktuelles
Jährlich am Pfingstmontag ist Deutscher Mühlentag, die Mühle in Groß-Mimmelage nimmt regelmäßig daran teil.